# Poverty's No Crime
Poverty's No Crime est un groupe allemand de metal progressif, originaire de Twistringen.

## Histoire
Le groupe est formé en 1991 par le chanteur et guitariste Volker Walsemann, le guitariste Marco Ahrens, le bassiste Christian Scheele, le claviériste Marcello Maniscalco et le batteur Andreas Tegeler. En 1993 et 1994 suivent les deux premières démos, My Favourite Delusion et Perfect Wings. En 1992, le groupe remporte le Newcomer Rockfestival, organisé par la station de radio Ffn. Les concerts s'enchainent ensuite, si bien que le groupe joue notamment en première partie de groupes comme Depressive Age et Waltari. Au milieu des années 1990, le groupe obtient un contrat avec le label berlinois Noise Records. Le groupe enregistre son premier album Symbiosis dans les studios T&T à Gelsenkirchen avec le producteur John McGowan. L'album sort au printemps 1995. Après la sortie, le groupe commence déjà à travailler sur The Autumn Years, qui sort au printemps 1996. Ensuite, ils se produisent en Europe avec Victory, Virgin Steele et Angra. Malgré ces nombreux concerts, Noise Records se sépare du groupe, qui se retrouve donc à nouveau sans le soutien d'un label. Par la suite, d'autres concerts donnent, notamment avec Skyclad.
À partir de janvier 1997, le groupe commence à écrire de nouveaux morceaux et obtient un contrat avec InsideOut Music, qui sort la même année l'album Slave to the Mind. Vers la fin de l'année, la composition du groupe change considérablement, puisque le claviériste Marcello Maniscalco et le bassiste Christian Scheele quittent le groupe. Le groupe continue néanmoins à écrire de nouvelles chansons et se rend en studio pour enregistrer l'album One In a Million. Peu avant l'enregistrement, un nouveau claviériste, Jörg Springub, rejoint le groupe. L'album sort en juin 2001. Peu après la sortie, le bassiste Heiko Spaarmann rejoint le groupe. Des concerts suivent avec Vanden Plas, Zero Hour, Pain of Salvation et Anathema.
Après deux ans, le groupe se rend au studio Soundgarten pour enregistrer un nouvel album qui sort fin octobre 2001 en Europe et en Amérique du Nord sous le nom de The Chemical Chaos. L'album Save My Soul est publié en 2007 par InsideOut Music,,. Après une longue pause, le groupe fait son retour fin avril 2016 avec son septième album régulier, Spiral of Fear.

## Style musical
Le groupe joue un metal progressif particulièrement mélodique, bien que des influences de hard rock soient également audibles. Le style musical est comparable à des morceaux de groupes comme Dream Theater et Threshold.